# 天津对外事务
天津对外事务由天津市人民政府外事办公室主管。天津市作为中国北方最大沿海开放城市，国际交往活动活跃，国际会展众多。

## 外事机构

### 清代
1861年1月20日，清政府在天津设立“三口通商衙门”，主要负责北方各口岸洋税的稽核，成为天津最早的外交机构。1870年11月，清政府裁撤三口通商大臣，“所有洋务海防各事宜归直隶总督经管”。1910年9月30日，直隶交涉署在天津成立，统管直隶对外交涉事宜，直至1913年。

### 民国
1913年5月，北洋政府规定在各省设立外交部交涉署。1929年5月，南京国民政府行政院训令地方政府不再设立对外交涉机构，各地的对外事务统归中央政府办理。1937年7月29日，日军占领天津。12月成立“天津特别市公署”，1938年1月17日成立了外事处。1939年3月24日新任天津市长温世珍撤销外事处，在秘书处内设外事室。1945年日本投降后，国民政府于10月3日组建新的天津市政府。市政府下设外事处负责办理对外事务，直至1949年1月天津解放。

## 国际交流

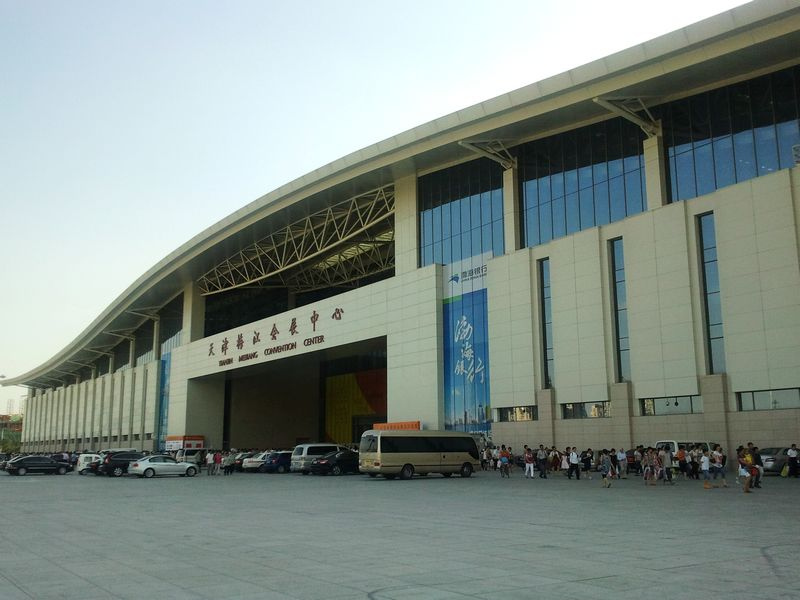
天津梅江会展中心

### 文化交流
天津自1860年开埠通商和设立9国租界后，外国的文化艺术逐渐传入天津。1885年，时任中国海关总税务司的英国人罗伯特·赫德在天津建立了一支铜管乐队。1988年天津市文化局设立“对外文化交流事业处”加强了对外交流工作。到1995年，天津共接待来自五大洲的52个国家的177个文化艺术团体共3600多人次的来访 。天津出访的文艺团体(包括团、队、小组)共31批，访问了16个国家。

### 会展业

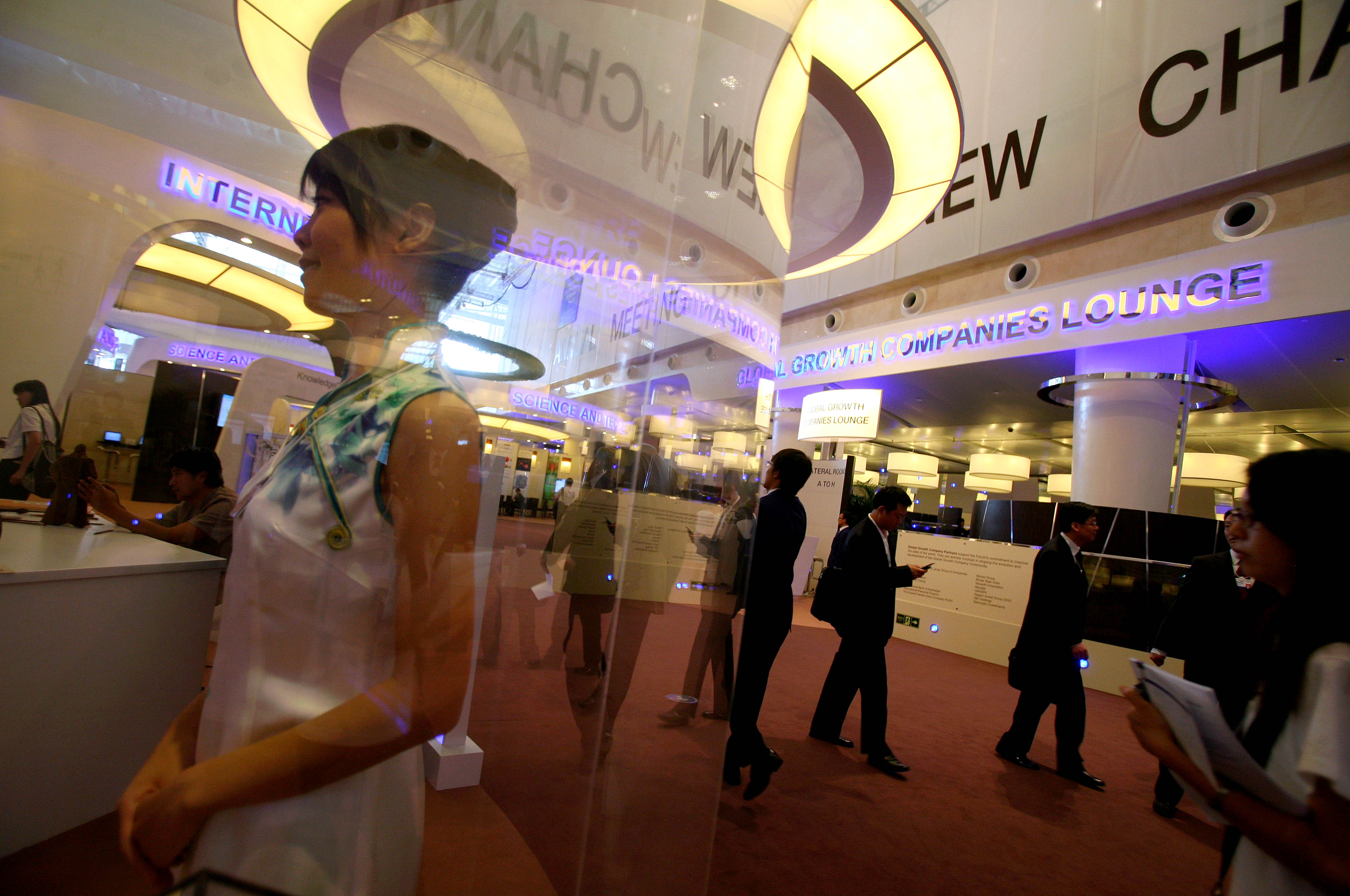
在天津举办的夏季达沃斯论坛

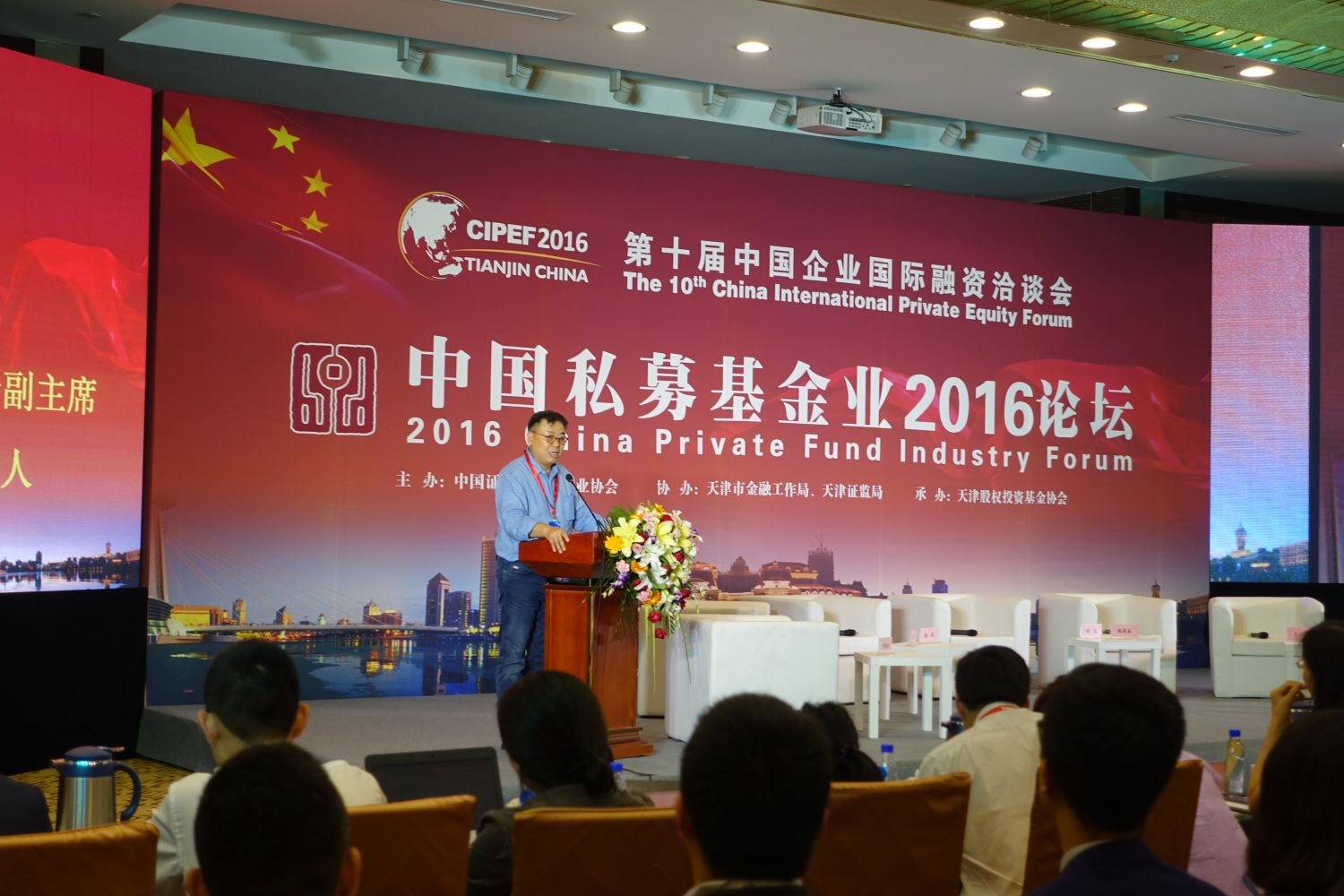
在天津举办的中国私募基金业论坛

目前，天津市最主要的会展中心为天津梅江会展中心和天津滨海国际会展中心等。同时，商务部与天津市共建的天津国家会展中心正在海河中游兴建。2008年起，天津市承担中国-埃及苏伊士经贸合作区的建设、开发工作。自2006年5月起，世界经济论坛开始在中国甄选“新领军者年会”的举办地，天津市与大连市两座城市经过多轮筛选最终入选轮流举办夏季达沃斯论坛。夏季达沃斯论坛已经是中国每年最重要的经济领域盛会之一。
此外，天津曾承办过第六届亚欧财长会议、第八届中欧工商论坛、2010年中阿合作论坛部长级会议、联合国第四次气候变化谈判等多次国际会议。
天津市重要的知名展会有每两年一度的中国国际直升机博览会、天津国际汽车贸易展览会、太平洋经济合作理事会PECC国际贸易投资博览会、中国企业国际融资洽谈会、中国·天津国际航空航天贸易展洽会。天津每年亦会举办台湾名品会等大型展会。

## 友好城市
中华人民共和国成立后，天津最早和日本的神户于1973年6月24日正式建立友好城市关系，这是中日也是中外之间建立的第一对友好城市关系。随后，天津逐步加强国际交流，至今已先后遍及五大洲的50余个地区结成友好城市关系或友好交流关系，下列其中部分地区。
| 天津友好城市 |
| 以下列表为目前与天津市建立友好城市或友好合作关系的地区。（截止2014年） - 日本神户（1973） - 美国菲奇堡（1980） - 美国费城（1980） - 美国格林维尔（1980） - 以色列里雄莱锡安（1980） - 墨尔本（1980） - 日本四日市市（1980） - 萨拉热窝（1981） - 法國北部-加来海峡（1984） - 義大利米兰（1985） - 荷蘭格罗宁根（1985） - 日本千叶（1986） - 库塔伊西（1987） - 保加利亚普罗夫迪夫州（1989） - 土耳其伊兹密尔（1991） - 阿比让（1992） - 蒙古国乌兰巴托（1992） - 乌克兰哈尔科夫（1993） - 乌克兰基辅（1993） - 瑞典延雪平（1993） - 仁川广域市（1993） - 波蘭罗兹（1994） - 巴西里约热内卢州（1995） - 巴西亚马孙州（1997） - 美国达拉斯（1995） - 美国克拉伦斯镇（1997） - 越南海防（1999） - 芬兰图尔库（2000） - 希腊塞萨洛尼基（2002） - 南浦（2002） - 美国夏威夷州（2002） - 印度尼西亞东爪哇省（2003） - 美国芝加哥（2008） - 柬埔寨金边（2008） - 釜山广域市（2009） - 首尔（2009） - 新西兰惠灵顿（2011） - 美国俄勒冈州（2014） |